# Chinchón
Chinchón è un comune spagnolo di 5 240 abitanti (2017) situato nella comunità autonoma di Madrid.